# NS-93
El NS-93 (Neumático Santiago 1993) es el tercer modelo de tren del Metro de Santiago y es a la vez el tercero en contar con  rodadura neumática. Fue diseñado y construido por GEC-Alsthom en Francia. En total eran 34 trenes, 236 coches, aunque solo quedan 32 trenes: 9 de seis unidades, 5 de siete unidades y 18 de ocho unidades, siendo dados de baja 5 coches. Está basado en el modelo MP 89 del Metro de París. Circulan por las líneas 1 y 5 del ferrocarril metropolitano de Santiago de Chile.

## Historia

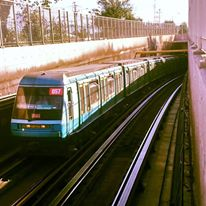
NS-93 en uno de los accesos al viaducto de la Línea 5.

La historia de este tren se remonta a comienzo de la década de 1990, cuando el gobierno de Patricio Aylwin decide ordenar la construcción de la Línea 5. El proceso tuvo pugnas en la licitación para la construcción del respectivo materiales rodante. Por una parte estaba el trabajo conjunto de Siemens, Ferrostaal y Concarril, que proponían una solución de Metro Ligero con financiamiento integral desde Alemania, y por el otro el consorcio GEC-Alsthom que proponía seguir usando rodadura neumática, con una nueva generación de trenes que había diseñado para la línea 14 del Metro de París con cooperación económica del gobierno francés. 
Finalmente Metro de Santiago decidió una propuesta basada en la ya exitosa operación de las líneas 1 y 2 encomendando la construcción de los nuevos trenes al consorcio francés. Para estos propósitos, GEC-Alsthom elige el diseño proyectado por Roger Tallon para el proyecto Météor del Metro de París, el MP 89. Con esta licitación ganada, se establecieron 4 contratos de venta distintos con los cuales la compañía vendió 34 trenes entre los años 1996 y 2003.
El primer contrato, firmado el 27 de julio de 1993, entregaba 10 trenes de 6 carros cada uno. El primer tren se puso en servicio el 6 de mayo de 1996 en la línea 2, mientras que el segundo lo hizo el 15 de agosto del mismo año en dicha línea. Este hecho marca un precedente debido a que el NS-93 se puso en servicio 10 meses antes que su homólogo original MP 89, el cual entró en servicio al metro parisino el 27 de marzo de 1997. En febrero de 1997 llega a Chile el último de los 10 trenes de este contrato. Este lote forma parte de la primera generación de trenes gama Metrópolis de Alstom.
El 5 de abril de 1997, y luego de 3 años de construcción, se inaugura la Línea 5. En esa oportunidad los doce trenes adquiridos comenzaron a circular en aquella línea. Sin embargo, al poco tiempo de funcionamiento algunos fueron trasladados hacia la Línea 1 por la alta demanda de ésta.
El segundo contrato permitió entregar 5 trenes. Puestos en servicio entre diciembre de 1997 y julio de 1998, estos trenes fueron repartidos entre las líneas 1 y 5. Estos trenes, al igual que los primeros, se componían de coches cerrados. En los años siguientes, Alstom agregó pasillos de intercirculación de goma enteriza Faiveley cuyos trabajos fueron realizados en el Taller Neptuno del Metro de Santiago; el primer tren de este tipo —denominados «boa»— entró en servicio el 17 de junio de 1997 en la Línea 2, mientras que el 20 de diciembre ocurrió lo mismo en la Línea 1.
En 1998, Metro de Santiago firma un tercer contrato con Alstom. En éste se encargaron 6 trenes adicionales, además de coches remolques para algunas formaciones ya adquiridas. Los trenes de este contrato se pusieron en circulación entre agosto de 1998 y febrero de 1999. Estos trenes eran formaciones de 7 coches y contaban con pasillos de intercomunicación metálicos Hübner que permiten la libre circulación de pasajeros a lo largo del tren y aumentar la capacidad de pasajeros transportados por formación.

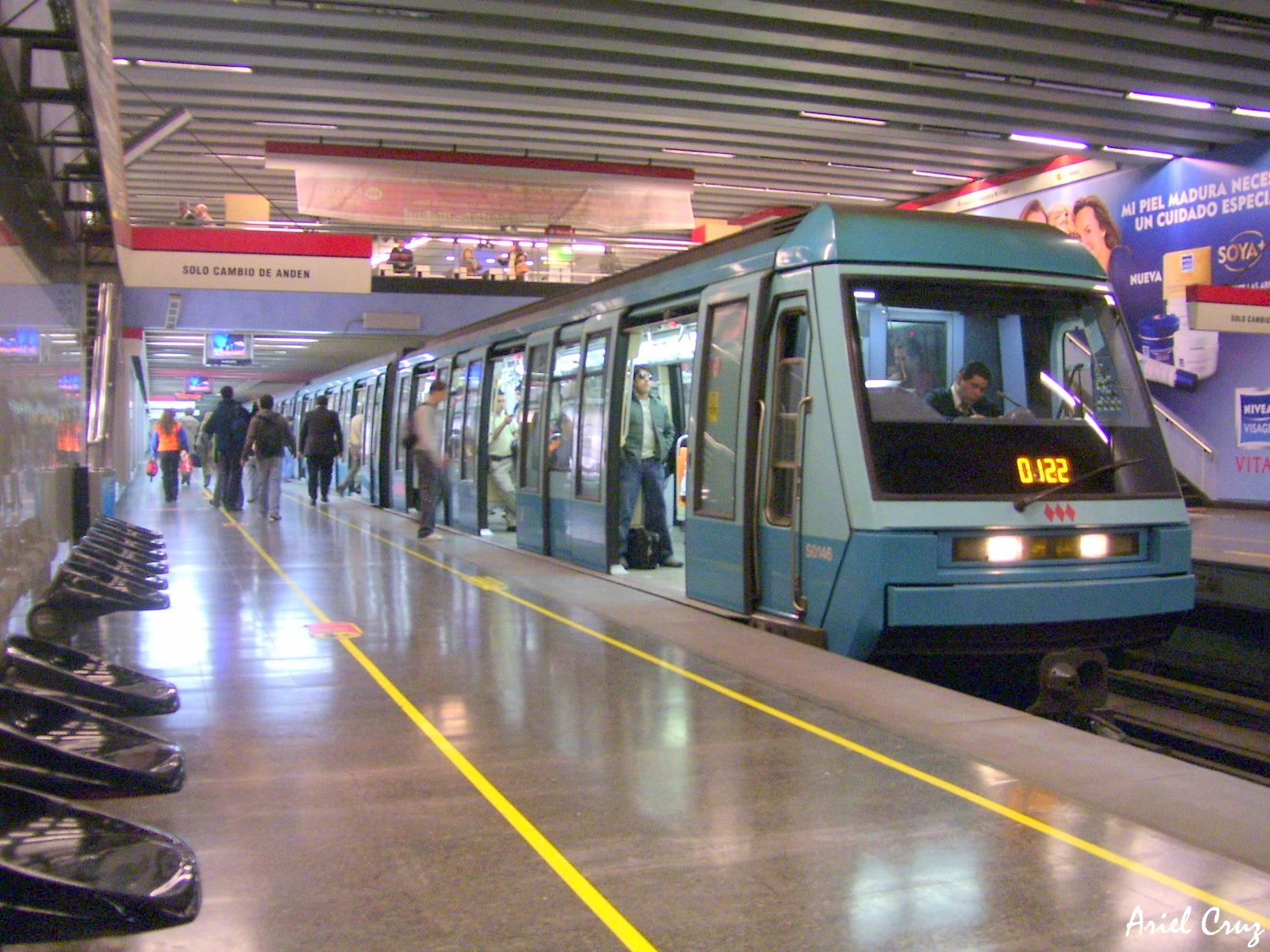
Tren NS-93 en la estación Tobalaba, perteneciente a la línea 1.

Finalmente, a inicios de la década del 2000 se firma un cuarto contrato. En esta oportunidad se encomendó la fabricación de 11 trenes. Éstos llegaron el 20 de septiembre de 2002 siendo formaciones de 8 coches con pasillos de intercomunicación de goma enteriza Faiveley. El último tren de este tipo entró en servicio en septiembre de 2003.
Durante 2008 a los trenes de Línea 5 se les instaló leds bicolor en los costados para señalizar las rutas de los servicios expresos. De la misma manera, a algunos trenes se les equipó con paneles led en sus costados para señalizar el destino del tren. 
El 8 de febrero de 2012 una formación en pruebas sufrió un descarrilamiento en los talleres Lo Ovalle. En dicho evento el tren traspasó la muralla de contención e impactó un edificio habitacional colindante a los mencionados talleres.
El 11 de septiembre de 2015, un tren se vio envuelto en el incendio de una rueda en unos de sus vagones. El hecho ocurrió en pleno servicio en Línea 1. Producto de esto el coche afectado fue dado de baja.
El 9 de julio de 2016 a los trenes de Línea 1 se les comenzó a instalar sistema de conducción automática CBTC. Este proceso se realizó en vista de la automatización de dicha línea.
A contar de 2018 a los trenes con fuelles Faiveley se le realizó un recambio de los mismos, desarrollados localmente en los talleres Neptuno. Este proceso fue realizado debido al cumplimiento de vida útil de este sistema de intercomunicación.
No obstante, el 24 de diciembre de 2018 en la estación Las Rejas una formación de este tren choco contra el techo de la mesanina. Esto, según la empresa Metro, se debió al levantamiento de una escotilla la cual rozo la estructura antes mencionada.
Asimismo, durante los primeros meses de 2019 se dieron de baja 2 coches. Estos correspondían a las cabinas de una formación, utilizando los coches restantes para alargar trenes de 7 a 8 vagones.
En el mismo año se inició un proceso para renovar las tarjetas controladoras de los coches de este tren. El proyecto consistía en reemplazar totalmente dichas tarjetas por unas nuevas que permitieran la operación durante 2 décadas más. En abril de 2021 se incorporaron al primer NS-93. Para diciembre del mismo año ya habían sido instaladas en la totalidad de los trenes. Con esto se resolvió la obsolescencia tecnológica del sistema informático presente en estos trenes.

## Características
El diseño exterior e interior de este tren fue creado por Roger Tallon, tal como su homólogo parisino e inspirado en modelos antiguos de trenes que circularon por el metro de París. Son trenes de estilo futurista para la época de fabricación, que poseen cabinas de conducción en los coches de cada extremo. Cada coche se caracteriza por poseer tres puertas con apertura automática y a la vista, tienen una amplia zona vidriada, techo de color negro con ranuras para la ventilación forzada y perfiles laterales de piso para evitar mayores separaciones entre tren y andén. Los coches son de color celeste en dos tonos, oscuro en la parte inferior hasta el pie de la ventana y claro para los espacios de ventanas y puertas.[cita requerida]
Son trenes con total intercomunicación entre coches, permitiendo una mejor distribución y mayor capacidad de pasajeros. La comunicación entre los coches está dada a través de fuelles de goma fabricados localmente o de paneles sólidos Hübner. Posee asientos modulares sin acolchado de color anaranjado y paneles interiores color blanco crema con pasamanos hechos de aluminio cepillado, destacando el hecho que han sido quitadas algunas plazas para favorecer una mayor cantidad de pasajeros transportados por coche. Todos los paneles fueron hechos con materiales resistentes al vandalismo.[cita requerida]
La apertura y cierre de las puertas es controlada automáticamente. Por encima de cada puerta, una luz roja se enciende antes de cerrar las puertas en paralelo a un sonido característico y un sistema de anuncios automáticos similar al ASVA utilizado en su par parisino, el MP 89. Estos anuncios fueron realizados por la locutora chilena Gloria Loyola.[cita requerida]

## Datos técnicos
- Ancho de vía ruedas de seguridad: 1435 mm
- Tensión de alimentación: 750 VCC
- Sistema de tracción: Por motores trifásicos asíncronos accionados por tiristores GTO. 1 motor por bogie, un grupo inversor por coche.
- Aceleración: 1,25 m/s²
- Velocidad máxima: 100 km/h
- Velocidad permitida: 80 km/h
- Potencia de los motores: 2400 kW
- Sistema de ventilación: Renovación de aire, ventilación forzada y aire acondicionado en trenes de Línea 1.
- Fabricante: GEC-Alsthom
- Procedencia: Francia
- Año de construcción: Desde 1996 (N2051) hasta 2003 (N2084)
- Series Motrices: S0101 al S0168. Para este modelo de tren los coches con cabina de conductor S son remolques
- Interiores: Asientos sin acolchado color naranja y acabados interiores en tonalidad blanco crema.
- Pintura de la carrocería: Celeste en 2 tonos.
- Monocoup: Campana eléctrica.
- Sistema de seguridad: Conducción asistida por sistema SACEM o CBTC, según línea de operación. Además de sistema "hombre muerto" y frenos de emergencia dispuestos en cada coche.
- Largo del coche S: 15,38 m
- Largo del coche N, R y NP: 14,88 m.
- Disposición de ruedas (UIC): B'B' (coches N y NP), 2'2' (coches S y R)
- Formaciones posibles: 
  - 6 coches S-N-NP-N-N-S (90,28 m)
  - 7 coches S-N-NP-N-R-N-S (105,16 m)
  - 8 coches S-N-N-NP-N-R-N-S (120,04 m)

En donde:
- S: Coche remolque con cabina de conductor.
- N: Coche motor.
- NP: Coche motor con equipo de pilotaje automático.
- R: Coche remolque.

## Diferencias
El NS-93 tiene diferencias respecto del MP 89. Entre ellas se cuenta que posee perfiles en los costados para suplir el espacio entre el tren y el andén. Además es más alto debido a la incorporación de motoventiladores en su techo para la renovación de aire o los equipos de aire acondicionado, según corresponda.
Existen 2 tipos de NS-93 en el Metro de Santiago que se pueden diferenciar de acuerdo a su línea de operación (1 y 5). Los NS-93 de la línea 1 poseen aire acondicionado y sistema  de pilotaje automático CBTC. Los de Línea 5 poseen luces led para el servicio expreso y pilotaje automático SACEM. Ambos poseen sistema de anuncio automático de estaciones, entre otros mensajes.